# X-Pom
X-Pom es un pequeño poblado ubicado en el Municipio de Yaxcabá, en el estado mexicano de Yucatán. En 2010 contaba con 67 habitantes.

## Demografía
Según el censo de 2010 realizado por el INEGI, la población de la localidad era de 67 habitantes, de los cuales 41 eran hombres y 26 mujeres.
| Gráfica de evolución demográfica de X-Pom entre 1970 y 2020 |
|                                                             |
| Población según los censos del INEGI.                       |